# Басайково
Басайково (на гръцки: Μάνταινα, Мантена) е село в Западна Тракия, Гърция в дем Мустафчово.

## География
Селото се намира на южните склонове на Родопите.

## История
Към 1942 година в селото живеят 160 души-помаци.